# Mouhamadou N'Diaye
Mouhamadou N'Diaye (sinh 24 tháng 8 năm 1994) là một cầu thủ bóng đá Sénégal thi đấu ở vị trí tiền đạo cho câu lạc bộ Bulgarian First League Dunav Ruse.

## Sự nghiệp câu lạc bộ
Vào tháng 3 năm 2014, N'Diaye chuyển đến thi đấu ở đội bóng hàng đầu Na Uy Bodø/Glimt.
Vào tháng 2 năm 2016, N'Diaye chuyển đến đội bóng OBOS-ligaen Fredrikstad.
Vào tháng 7 năm 2017, N'Diaye chuyển đến đội bóng OBOS-ligaen Elverum.

## Thống kê sự nghiệp
Tính đến 29 tháng 10 năm 2017
| Mùa giải            | Câu lạc bộ          | Hạng đấu            | Giải vô địch | Giải vô địch | Cúp  | Cúp       | Tổng | Tổng      |
| Mùa giải            | Câu lạc bộ          | Hạng đấu            | Trận         | Bàn thắng    | Trận | Bàn thắng | Trận | Bàn thắng |
| ------------------- | ------------------- | ------------------- | ------------ | ------------ | ---- | --------- | ---- | --------- |
| 2012–13             | Slovan Liberec      | Synot liga          | 8            | 0            | 0    | 0         | 8    | 0         |
| 2013–14             | Bohemians 1905      | Synot liga          | 12           | 0            | 0    | 0         | 12   | 0         |
| 2014                | Bodø/Glimt          | Tippeligaen         | 27           | 4            | 4    | 4         | 31   | 8         |
| 2014–15             | Slovan Liberec      | Synot liga          | 4            | 0            | 2    | 0         | 6    | 0         |
| 2016                | Fredrikstad         | OBOS-ligaen         | 29           | 2            | 1    | 0         | 30   | 2         |
| 2017                | Fredrikstad         | OBOS-ligaen         | 15           | 1            | 1    | 0         | 16   | 1         |
| 2017                | Elverum             | OBOS-ligaen         | 11           | 4            | 1    | 0         | 12   | 4         |
| Tổng cộng sự nghiệp | Tổng cộng sự nghiệp | Tổng cộng sự nghiệp | 106          | 11           | 9    | 4         | 1115 | 15        |